# Exetastes scutellaris
Exetastes scutellaris är en stekelart som beskrevs av Cresson 1865. Exetastes scutellaris ingår i släktet Exetastes och familjen brokparasitsteklar. Inga underarter finns listade i Catalogue of Life.